# Quy trình sản xuất
Quy trình sản xuất là một quá trình thực hiện các bước kết hợp giữa máy móc và cách làm thủ công theo từng công đoạn sản xuất để tạo ra sản phẩm cần thiết phục vụ cho đời sống của mọi người trên trái đất.

## Hai loại quy trình sản xuất
1. Sản xuất tập trung vào sản phẩm: chỉ tốt nhất khi sản xuất ít sản phẩm và đã được chuẩn hóa.
2. Sản xuất tập trung vào quy trình: chỉ tốt nhất khi sản xuất ra nhiều loại sản phẩm và với số lượng nhỏ.

## Mô hình hóa quy trình sản xuất
Là việc tất cả các công ty đều cần làm.